# Thrasher Presents Skate And Destroy
Thrasher Presents Skate and Destroy es un videojuego de skateboarding desarrollado por Z-Axis y lanzado en 1999 para la Sony PlayStation. Una versión para Game Boy Color fue desarrollada, pero luego fue cancelada.
A pesar de tener menos reconocimiento, recibió altas calificaciones de IGN y GameSpot, siendo «técnicamente mejor que Tony Hawk y un «casi sim-como acercamiento al deporte». Aparte de los gráficos menos avanzados, esta fue una de las razones por las que Thrasher fue ignorado, como la curva de aprendizaje (debido a los controles no convencionales) es bastante empinado en comparación con el estilo de «recoger y jugar» de los juegos de Tony Hawk.
El objetivo del juego es tomar uno de los seis patinadores de ficción y trabajar a través de un total de 12 niveles en todo el mundo, ganando patrocinadores, cubiertas y prendas de vestir, y eventualmente aparecer en la parte delantera de la revista Thrasher de la que el juego toma su nombre.

## Jugabilidad
Los revisores observaron el estilo más realista y el diseño de control diferente, en comparación con Tony Hawk, que se suma a la dificultad general del juego. Debido a que se trata más de una simulación de skateboarding en su conjunto, el enfoque del juego se basa principalmente en trucos técnicos y para realizar trucos de manera eficiente, una fórmula que el futuro skateboarding serie de juegos de Skate se basaría, mientras que la serie Tony Hawk, incluso desde su inicio, tenía un enfoque en el estilo de juego arcade y es más indulgente.
Al igual que los otros títulos deportivos desarrollados por Z-Axis, el juego cuenta con física ragdoll. De acuerdo con la naturaleza realista del juego, los jugadores pueden romper su patineta e incluso los huesos si se estrellan lo suficientemente fuerte (especialmente si el jugador lo hace en vehículos en movimiento). Al romper su patineta, el jugador tiene que reiniciar su carrera y perderá su puntuación, por lo que es en su mejor interés utilizar la combinación de botón de «fianza» (L2 + R2), así como el botón O), mientras que en el aire para minimizar el daño.

### Modo skate
Este es el modo de juego principal, donde el jugador avanza a través de 12 niveles diferentes en una serie de dos minutos de carrera. Cuando el jugador entra en un nivel, no hay límite de tiempo por lo que son libres de explorar toda la zona antes de comenzar su carrera con el botón Seleccionar. El jugador tiene entonces dos minutos para obtener la puntuación alta necesaria para completar el nivel sin romper su tabla, o ser arrestado por el oficial de policía; Esto ocurre cuando el tiempo límite alcanza diez segundos. El jugador es visto desde atrás, con el brazo de un policía extendido listo para agarrar al patinador, que luego debe dejar el nivel a través de una de las puertas de salida designadas. Si el patinador es atrapado, entonces su puntuación es anulada y la carrera debe hacerse de nuevo.
En los niveles de competición (último nivel de cada zona), el objetivo del jugador es también ganar puntuación, excepto que esta vez se juzga en "alta dificultad, riesgo y estilo". Repetir los mismos trucos en las mismas áreas devalúa su puntaje, por lo que el jugador debe utilizar una amplia selección de trucos y objetos diferentes en el nivel, así como evitar las fianzas (a veces casi completamente) para progresar.
En ciertos puntos del juego, el jugador también se ofrece opciones de patrocinadores. Tres están disponibles a la vez, pero solo uno puede ser elegido, lo que le da al jugador nuevas cubiertas, camisas, pantalones y zapatos para equipar a su patinado.
Una vez que el jugador ha completado el juego en la configuración de expertos, se clasifican como un «Patinador Pro». Sin embargo, para completar el juego y aparecer en la portada de la revista Thrasher, el jugador debe volver a través de los niveles y una vez más completarlos. Al final de las carreras, el jugador puede tomar una foto de cualquier truco realizado en esa carrera para que aparezca en la portada. Completar todo esto permite que el jugador aparezca en el «Patinador del Año» de la revista, que marca el final del juego.

### Modo multijugador
Hay 7 tipos de juego multijugador disponibles para 2 jugadores. Al igual que Dave Mirra Freestyle BMX, los jugadores no patinan simultáneamente, sino que se turnan. Los tipos de juego son idénticos a Dave Mirra, recién renombrado. Cada juego tiene lugar en un nivel diferente asociado con el desafío específico. Los tipos de juego son los siguientes:
- Sessions: Cada jugador tiene una carrera de dos minutos para vencer la puntuación del otro jugador.
- Nickel Bag: Los jugadores se turnan haciendo solo trucos. El truco de puntuación más alta gana.
- H.O.R.S.E.: Un jugador hace un truco, entonces el otro debe igualarlo. Si no lo hacen, se les asigna una de las letras de «HORSE». El primer jugador que recibe todas las letras, deletreando toda la palabra, pierde.
- Top Dog: Cada jugador se turna haciendo diferentes trucos en cinco puntos diferentes. La puntuación total más alta gana.
- Sick Fix: Aprovechando la física ragdoll, los jugadores se turnan infligiendo el mayor daño al jugador por estrellarse en diferentes objetos en el nivel. La puntuación más alta gana.
- Long Grind: La rutina más larga en el nivel gana.
- Big Wallride: El muro más alto en el nivel gana.

### Personajes
Hay seis personajes de ficción para elegir en Thrasher. Los jugadores pueden renombrar y volver a vestir (cuando la ropa nueva está desbloqueada) cualquier patinador si así lo desea. Cada jugador tiene diferentes estadísticas, lo que significa que algunos trucos se realizará más fácilmente. Además, cada personaje también tiene un movimiento especial que se ejecuta con una combinación específica.

## Banda sonora
Todas las canciones del juego son de hip hop, Y representan una selección definitiva de hip hop «clásico» de finales de los 80 y principios de los 90 (muchos son de la «Era dorada del hip hop»). Incluso hay una sección de dos páginas en el manual del juego dedicado a la historia del hip hop. Durante el patinaje, se pueden elegir dos canciones a la vez, una para freeskate y otra para la carrera programada.

## Recepción crítica
El juego fue bien recibido dentro de la prensa de juegos, ganando un promedio de 73.03% de 15 sitios de revisión (las puntuaciones individuales se enumeran a continuación).
- IGN — 8.5/10
- GameSpot — 8.1/10
- GamePro — 4.5, o 8/10